# 翁文祺
翁文祺（英語：Philip Wen-Chyi Ong）係外交官出身，職涯跨公私各領域，包括外交部、財政部、金管會、交通部，以及國營事業的中華郵政公司和民營企業的永豐金融控股公司。

## 早年背景
翁文祺於1960年1月26日出生於台北市，本省籍，家庭排行老大，已婚，育有一對子女。就讀臺北市私立立人國際國民中小學、靜心中學，後考上台北市立建國中學。在台灣大學政治系大三那年遭逢中美斷交，服完兵役報考外交部。在財政部服務期間獲英國文化協會獎學金於1998年到倫敦大學城市學院（City, University of London）進修風險控管及財務管理，獲碩士學位。

## 職涯經歷
翁文祺初任職於外交部，包括在美國華府六年期間擔任丁懋時代表之機要秘書。因對法律產生興趣，返台後請調至條約法律司工作，負責協調各部會對外談判及條約、協定業務，兩年後轉換跑道到財政部證券管理委員會工作，負責外資（QFII) 管理等涉外業務，再到金融局管理在臺外商銀行。2002年台灣加入世界貿易組織（WTO），代表財政部出任WTO代表團參事，協助同時間奉派為常任代表的前財長顏慶章開拓台灣的多邊組織經貿談判工作。三年後又受金融監督管理委員會之請赴紐約設立代表辦事處，負責與美國各金融監理機關以及華爾街機構法人之互動。
2008年馬英九先生當選總統，為強化與印度的經貿關係，獲派為駐印度大使銜代表，任內與印度官方簽訂多項協定，包括相互承認大學學位、避免雙重課稅等。任内因積極推動兩國關係並引介台灣中鋼公司投資古吉拉特邦，與時任省長及總理莫迪（Narendra Modi) 結為好友
。任內並安排民進黨總統候選人蔡英文女士訪問新德里及馬英九總統於孟買過境。離任之前他並修整位在蘭伽的中華民國駐印軍蘭伽公墓。另因爲協助在印度設立多所華語文中心，並引薦大量印度學生到台灣各大學就讀，2016年獲國立清華大學頒贈首屆榮譽校友。
2013 年受徵召出任中華郵政公司董事長，任內帶領員工實踐普惠精神、協助小農行銷、關懷偏鄉長者、開辦電子商務、推動機構投資人盡職治理、舉辦世界郵展並與對岸金融機構開辦跳脫SWIFT的台幣/人民幣直接通匯業務。
2017 年永豐金融控股公司負責人因案遭到收押，董事會緊急決議商請翁文祺接任董事長，媒體以救火隊長相稱。上任後立即解決流動性問題並推動公司治理改革，三年後，永豐金控獲利創新高，並榮登台灣證交所永續經營指數成份股。在郵政與永豐金控共七年任內，他積極深化與中國各界之互動並曾應邀參與博鰲論壇及天津達沃斯論壇。
翁文祺鑽研公司治理多年，從過去在財政部時代的推動者一直到郵政公司與永豐金控時期的實踐者。他提倡三心哲學：員工可以安心，主管機關可以放心以及股東投資人開心。
2020 年任滿離職，續擔任政治大學商學院財務管理學系兼任教授 ，並獲提名當選臺灣塑膠公司以及日月光半導體控股公司之獨立董事。公司治理方面，他受邀擔任台灣永續能源研究基金會執行委員。